# Блохин, Николай Владимирович
Николай Владимирович Блохин ( род. 21 декабря 1945, Москва) — российский писатель, священник Русской православной церкви, клирик кафедрального собора во имя пророка Божия Илии в городе Комсомольске-на-Амуре, руководитель епархиального Отдела по тюремному служению Амурской епархии, член Союза писателей России.

## Биография
Родился 21 декабря 1945 года в городе Москве в семье служащих. В 1964 году окончил среднюю школу. Окончил нефтехимический техникум, был чемпионом ДСО «Динамо» по самбо. Работал на заводах, стройках.
В шестнадцать лет поехал на экскурсию в Западную Украину, где внезапно и неожиданно для самого себя стал защищать Почаевскую лавру от закрытия. Однако окончательно уверовал в Бога и крестился уже в 32 года на дому вместе с дочерью.
Получил благословение архимандрита Иоанна (Крестьянкина) на издательскую и писательскую деятельность. Работал в Издательском отделе Московской Патриархии.
С 1979 года по благословению митрополита Волоколамского Питирима (Нечаева) и своего духовника иерея Димитрия Дудко вместе с друзьями занимался подпольным изданием и распространением дефицитной в то время православной литературы (Библия, Новый Завет, молитвословы в СССР издавались крайне редко, ничтожными тиражами, а жития святых, творения отцов Церкви практически не издавались). По собственным воспоминаниям: «О том, что мы пятеро делаем книги, большая часть паствы отца Димитрия не знала. Мы соблюдали конспирацию». За два года подпольной работы было выпущено 200000 экземпляров книг и календарей. 

Через два года мы обнаглели. Деньги через нас протекали огромные. Мы выплатили людям, которые нам печатали книги, 162 тысячи рублей. Это 1982 год, когда машина „Волга“ стоила 6 тысяч. Наши жены получали от нас где-то 250—300 рублей в месяц, тогда это были вполне сносные деньги. Но и не больше. Остальное шло на производство. Поэтому эти 200 тысяч экземпляров мы и сделали. И вот тут взыграла гордынька. У меня появилась мысль: „Мы издаем, а Издательский отдел МП не может“.

26 апреля 1982 года Блохин был арестован КГБ и заключён в Лефортовский следственный изолятор. Московский городской суд признал его виновным в «занятии запрещённым промыслом» (статья 162 Уголовного кодекса РСФСР) и приговорил к трём годам лишения свободы. По собственному признанию: «Как не хотелось мне идти в тюрьму! Но именно там я получил всё, что сейчас имею. Там я молился, как никогда после, там я начал писать». Свою первую повесть «Бабушкины стёкла» Блохин написал в следственном изоляторе Лефортово, откуда ему чудом удалось передать её родным.
В тюрьме читал свои произведения сокамерникам. Прошёл 4 тюрьмы и 15 лагерей. В 1986 году освобождён в связи с ослаблением преследований за религиозную деятельность.
После освобождения работал в бригаде Даниловского монастыря по восстановлению монастырей и храмов.
С 1994 года начал издавать написанное им в издательствах Сретенского и Даниловского монастырей, издательствах «Лепта», «Паломник», «Православное слово». Имел около сорока публикаций в газетах «Русь Державная», «Русский вестник», «Православная Москва», «Православное слово», а также в православных газетах Санкт-Петербурга, Нижнего Новгорода, Самаре, Владимира, Иванова. Принимал участие в комиссии по канонизации царской семьи.
По предложению епископа Амурского и Чегдомынского Николая (Ашимова) уехал на Дальний Восток для служения в новообразованной Амурской епархии. 11 апреля 2012 года был рукоположен во диакона епископом Амурским и Чегдомынским Николаем (Ашимовым), а 12 апреля того же года — во священника, и тогда же назначен на должность руководителя епархиального Отдела по тюремному служению Амурской епархии и штатным священником кафедрального собора во имя пророка Божия Илии в городе Комсомольске-на-Амуре.
5 сентября 2012 года назначен куратором епархиального отдела по взаимодействию с Вооруженными силами. Окормлял три воинские части: лётный гарнизон — авиабаза «Хурба» (войсковая часть 62231), дивизия РВСН (войсковая часть 52015) и танковое подразделение на окраине города.
18 мая 2016 года стал лауреатом Патриаршей литературной премии и в тот же день в Зале церковных соборов Храма Христа Спасителя в Москве Патриарх Кирилл вручил ему диплом и знак Патриаршей литературной премии.

## Произведения
- «Татьяна: повести». — М.: МАКЦЕНТР, 1998. — 224 с. — 7000 экз. — ISBN 5-8121-0009-8
- «Бабушкины стекла: сборник». — М. : Даниловский благовестник, 1998. — 184 с. : цв.ил. — 15000 экз. — ISBN 5-89101-053-4.
- «Избранница». — М. : Одигитрія, 2000. — 207 с.
- «Глубь-трясина: повести». — М. : Лепта; Атлас-Пресс, 2002. — 320 с. — 7000 экз. — ISBN 5-94000-041-X
- «Бабушкины стекла: сказочные повести». — М. : Лепта, 2002. — 464 с. — 7000 экз. — ISBN 5-94000-036-3
- «Отдайте братика: повесть». Рассказы. — М. : Лепта-Пресс, 2005. — 256 с. — 7000 экз. — ISBN 5-98194-012-3
- «Спецпродотряд имени товарища Диоклитиана». Крымский республиканский фонд. 2004
- «Пасхальный огонь». Русская линия. 2004
- «Диковинки Красного угла: истории, рассказанные церковным сторожем Игнатием Пудовичем Собирателевым». — М.: Лепта, 2007. — 184 с. : цв.ил. — 5000 экз. — ISBN 978-5-91173-046-8
- «Избранница»: «Лепта Книга» 2007 г. ISBN 978-5-91173-039-0
- «Пепел», ISBN 978-5-98537-049-2, 2009
- Повести и рассказы. Книга 1. «Софт Издат» 2009 г. ISBN 978-5-93876-072-1, 9785-93876-070-7
- Повести и рассказы. Книга 2. «Софт Издат» 2010 г. ISBN 9785-93876-073-8, 9785-93876-070-7
- «Рубеж», ISBN 978-5-91946-231-5; 2011